# Bandera de pregària

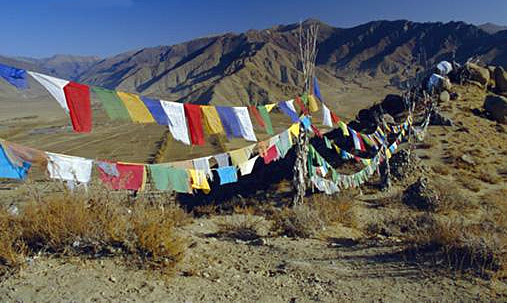
Banderes de pregària estil lungta penjant en un pas muntanyenc a Nepal.

Una bandera de pregària és un tros de tela rectangular de colors, sovint enarborat en passos muntanyencs i pics als Himalayas. Encara que en altres branques del budisme no s'utilitzen, es creu que les banderes de pregària es remunten al credo Bön, que va prevaler en el Tibet abans del budisme. Tradicionalment són impreses utilitzant tipus de fusta que posseeixen textos i imatges.

## Història

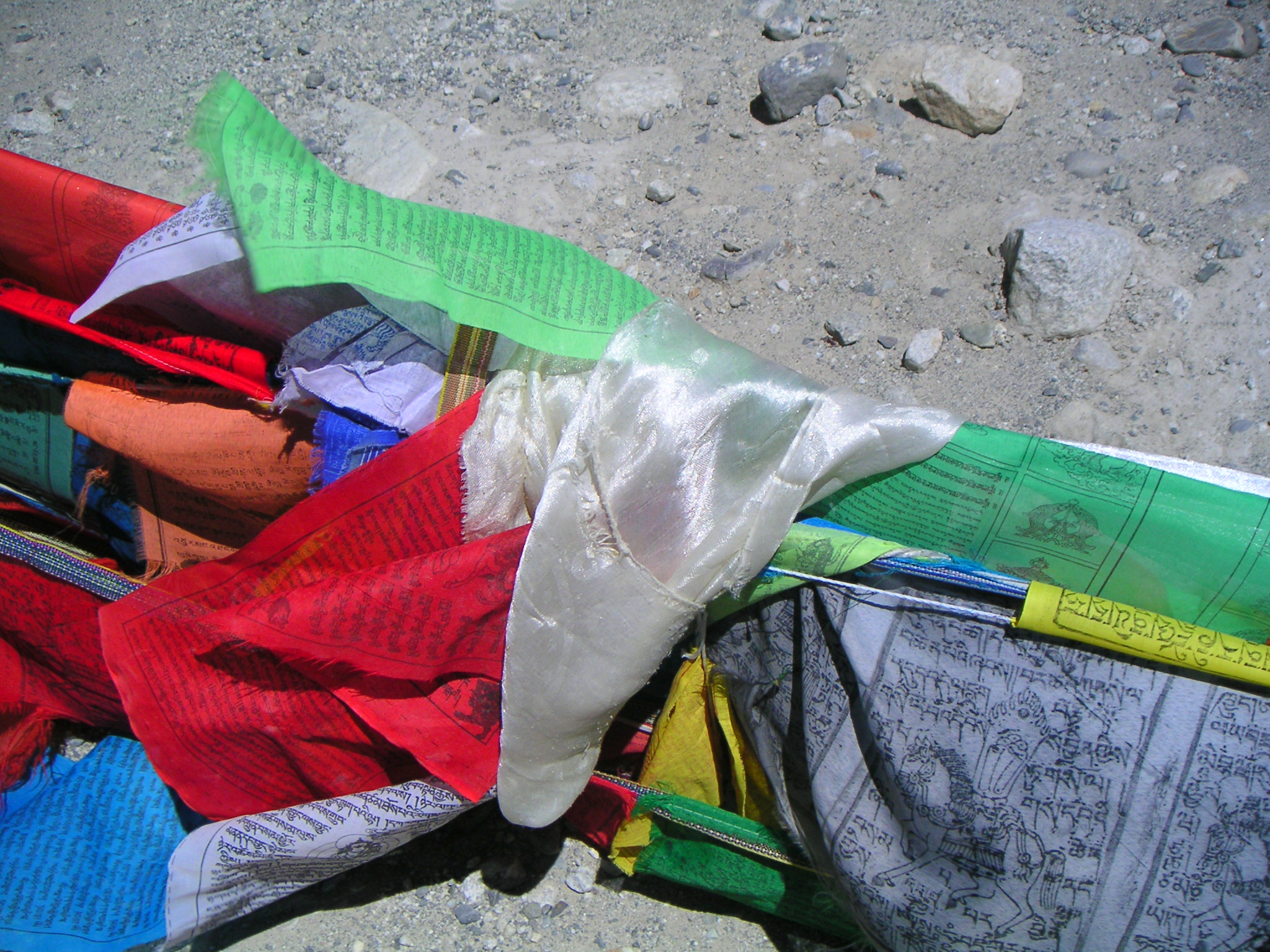
Vista propera d'un lligat de banderes de pregària, situat prop del costat tibetà de la Muntanya Everest.

Els sutras budistes hindús, escrits sobre tela a l'Índia, van ser transmesos a altres punts del món. Aquests sutras, escrits sobre cartells, van anar l'origen de les banderes de pregàries. La llegenda assigna l'origen de la bandera de pregària a Shakyamuni Buddha, les pregàries de la qual van ser escrites sobre les banderes de batalla utilitzades pels devas contra els seus adversaris, els asuras. La llegenda els podria haver brindat als bhikku indis una raó per portar la banderola 'celestial' com una forma de demostrar el seu compromís amb ahimsa.
Aquest coneixement va ser portat al Tibet cap a l'any 800, i les banderes es van començar a utilitzar cap a l'any 1040, patint algunes transformacions amb posterioritat. El monjo indi Atisha (980-1054) va introduir la pràctica índia d'imprimir banderes de pregària al Tibet i Nepal.

## EstilsLungtaiDarchor

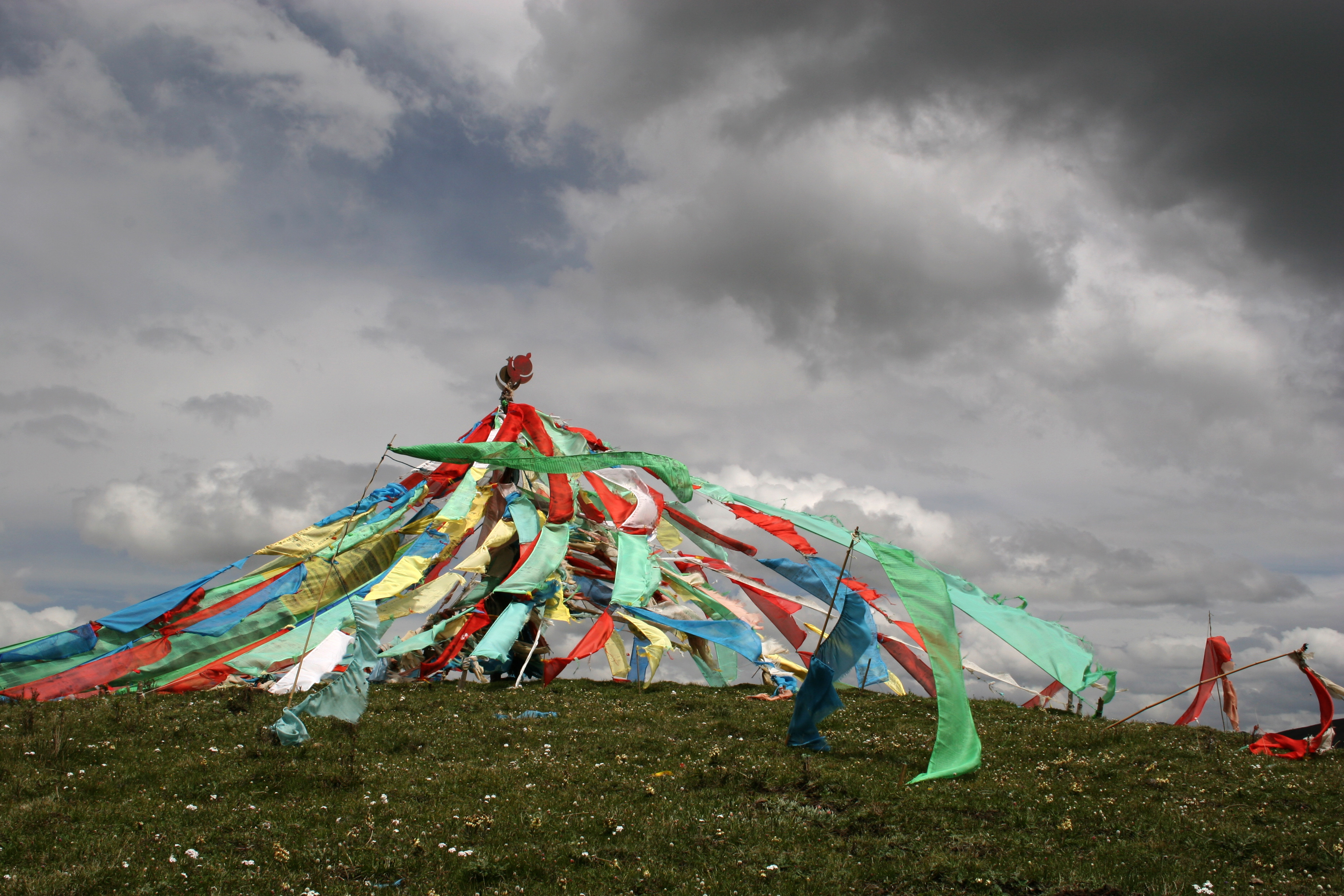
Banderes de pregària a les muntanyes Qilian, Xina

Hi ha dos tipus de banderes de pregària: les de tipus horitzontal, denominades lung ta (que significa "cavall de vent") en tibetà, i les verticals denominades darchor. "Dar" significa "per augmentar la vida, fortuna, salut i diners", "cho" significa "tots els éssers sensibles".
Les banderes de pregària lung ta (horitzontals) posseeixen una forma rectangular o quadrada i es troben unides al llarg de la seva vora superior a una llarga soga. En general són penjades en una línia diagonal de l'alt al baix entre dos objectes (per exemple, una roca i la punta d'un masteler) en llocs elevats tals com a dalt de temples, monestirs, estupas o passos a les muntanyes.
Les banderes de pregària darchor (verticals) són en general un gran rectangle sol que s'adossa a un masteler al llarg del seu costat més llarg. En general les darchor es planten en el terreny, muntanyes, monticle de pedres o en sostres es troben relacionades tant en un plànol iconogràfic com a simbòlic amb el Dhvaja.

## Color i ordre

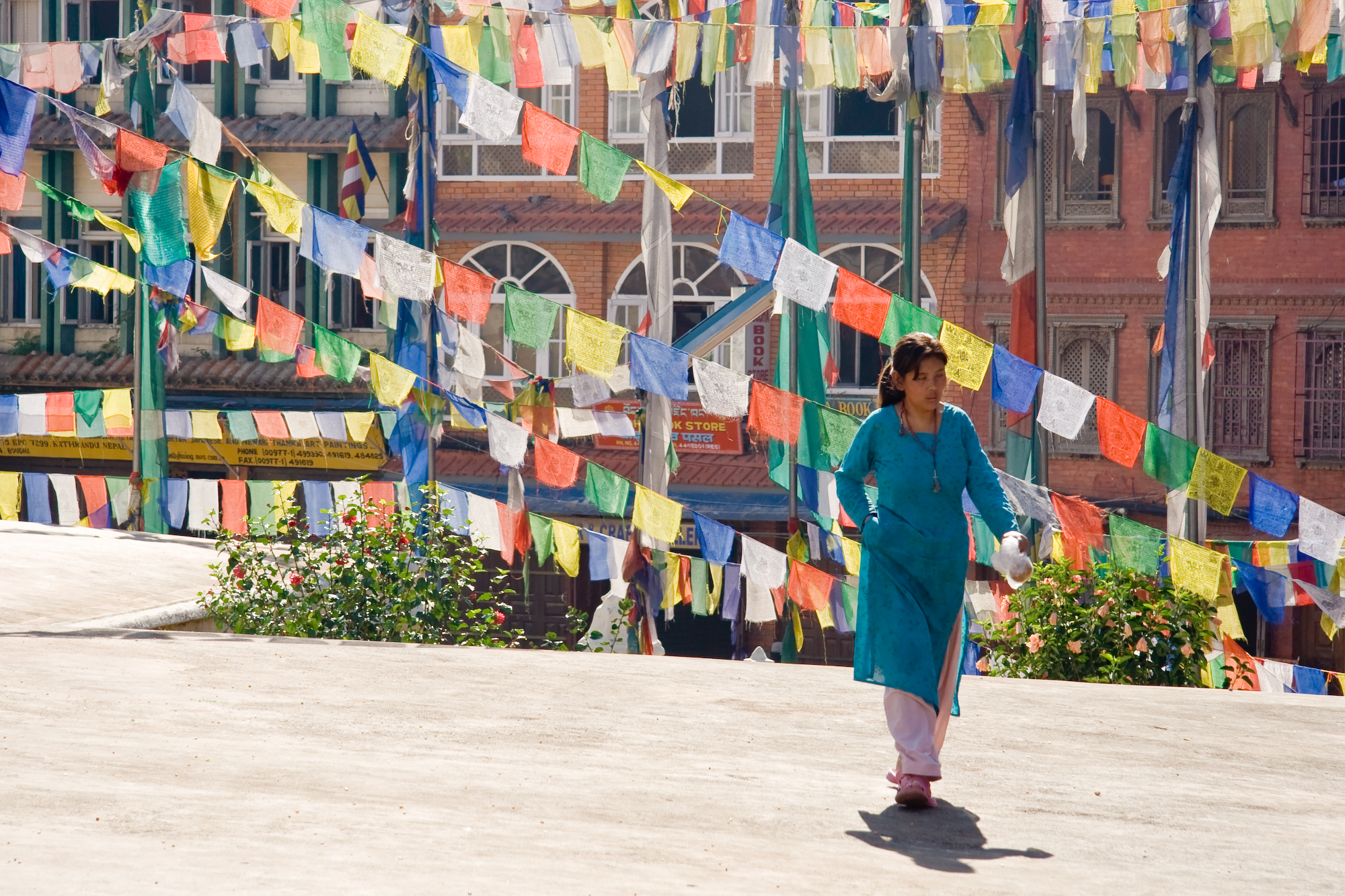
Banderes de pregària a Kàtmandu, Nepal.

Tradicionalment, les banderes es troben en grups de cinc, una de cadascun dels cinc colors triats. Els cinc colors representen els elements en la cosmogonia tibetana, i les Five Pure Lights i es troben ordenades d'esquerra a dreta en un ordre específic. Diferents elements es troben associats amb diferents colors en tradicions especifícas, propòsits i sadhana:
- Blau (simbolitzant cel/espai)
- Blanc (simbolitzant l'aire i el vent)
- Vermell (simbolitzant foc)
- Verd (simbolitzant l'aigua)
- Groc (simbolitzant la terra)

## Símbols i pregàries

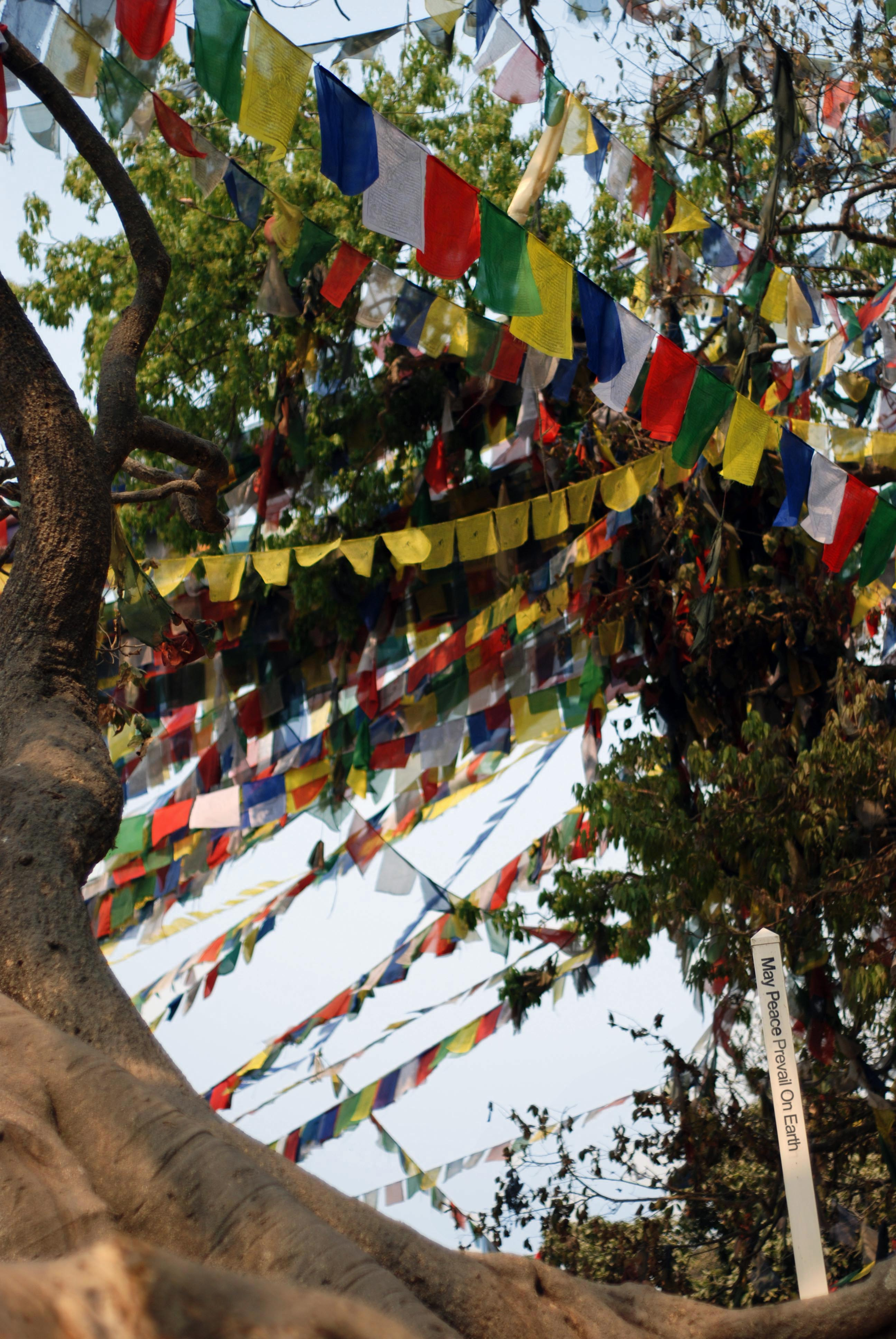
Banderes de pregària a Swayambunath, Kàtmandu.

Al centre d'una bandera de pregària generalment es troba un "lung ta" (cavall poderós o fort) que porta tres joies flamejants (específicament ratna) al seu llom. El ta és un símbol de velocitat i de la transformació de la mala sort en bona sort. Les tres joies flamejants simbolitzen a Buda, el Dharma (ensenyaments budistes), i el Sangha (comunitat budista), els tres vèrtexs de la tradició filosòfica tibetana.
Envoltant el lung ta es presenten diferents versions d'uns 400 mantras tradicionals (invocacions rituals poderoses), cadascun dedicat a una deïtat particular (en l'esquema tibetà, les deïtats no són tant déus sinó "aspectes del diví" que es manifesten en cada part de tot l'univers no-dual, incloses les persones individuals). Aquests escrits inclouen mantras de tres dels grans bodhisattvas budistes: Padmasambhava (Gurú Rinpoche), Avalokiteśvara (Chenrezig, el bodhisattva de la compassió, i el patró del poble tibetà), i Manjusri.